# 伊上勝
伊上 勝（いがみ まさる、本名：井上 正喜（）、1931年7月14日 - 1991年11月16日）は、日本の脚本家。群馬県出身。他に「井上 勝」、「森 利夫」などの筆名があった。
長男は脚本家の井上敏樹。孫は脚本家の井上亜樹子。

## 来歴
群馬県立高崎高等学校を卒業後、明治大学に進学。文学部でフランス文学を専攻し、27歳で卒業。広告代理店宣弘社に入社。
東芝商事がテレビ・ラジオ用脚本を募集しているのを知り『遊星王子』の脚本を一晩で書き上げて応募したところ入選。テレビドラマとなったこの『遊星王子』（日本テレビ）の原作・脚本を務めてデビュー。
以後『豹の眼』（TBS）・『快傑ハリマオ』（日本テレビ）など、宣弘社のテレビ冒険活劇物の脚本を執筆した。
『隠密剣士』（TBS）では「忍者ブーム」を巻き起こす。
この『隠密剣士』で伊上が宣弘社のプロデューサー西村俊一と共に投入した様々な忍術小道具や忍法などのアイディアは、時代劇の中での「忍者物」の基本パターンとして今日にまで踏襲されるものとなった。
1965年（昭和40年）、34歳。『新隠密剣士』を執筆後、宣弘社を退社してフリーとなる。
1966年（昭和41年）、35歳。宣弘社で『隠密剣士』を手がけた西村俊一・船床定男と共に、東映京都の特撮時代劇映画『大忍術映画 ワタリ』に参加。公開後に大ヒットし、続いて同じ東映京都で特撮時代劇『怪竜大決戦』を手がけた。
同年、東映から依頼を受けて東映テレビ部の『悪魔くん』（東映、NET）に参加。以後、長きに渡りコンビを組むことになる東映プロデューサーの平山亨との初仕事となる。
1967年（昭和42年）、36歳。『仮面の忍者 赤影』（東映京都、関西テレビ）で、全52話分の脚本を執筆した。
同年、『ジャイアントロボ』（東映、NET）を担当。同作の怪獣のアイディアは、後の『仮面ライダーシリーズ』に登場する怪人達の元になったと語っている。悪の組織の大幹部が次々と交代するフォーマットも本作で確立された。『仮面の忍者 赤影』は組織ごとチェンジする方式であり、ともに『仮面ライダーシリーズ』で応用されている。
1968年（昭和43年）、37歳。『サイボーグ009』（東映動画、NET）でアニメ作品の脚本を執筆する。
1971年（昭和46年）、40歳。『仮面ライダー』（東映、毎日放送）では初期企画『クロスファイヤー』の段階から参加、平山と2人で企画を練り、メインライターを務める。同作品は「変身」が「変身ブーム」として社会現象となる大ヒット作品になった。
同年、『帰ってきたウルトラマン』（円谷プロ、TBS）の脚本を執筆し、東映・円谷プロ両社にまたがる活躍を見せる。この作品では、伊上による没脚本に登場する怪獣「キングザウルス」の設定が、劇中のエピソードで「キングザウルス三世」の名に転用されている。
以後、仮面ライダーシリーズをはじめとする変身ヒーロー番組を数多く手がけた。
1977年（昭和52年）、46歳。長編映画『恐竜・怪鳥の伝説』（東映京都）に参加。
1978年（昭和53年）、47歳。『宇宙からのメッセージ』小説版を執筆。
1981年（昭和56年）、50歳。『仮面ライダースーパー1』（東映、毎日放送）以降は、単発で『水戸黄門』（TBS / C.A.L）などを執筆した他は、脚本家からほぼ一線を退いた。
1986年（昭和61年）、55歳。『仮面ライダー大全集』（講談社刊）にミニ･ストーリーを寄稿。その内容は、伊上・平山・阿部・立花藤兵衛の下へ本郷猛からメッセージ･テープが届き「ショッカーがアフリカの地下に大帝国を築いており、今、仲間のライダー達を集め、決戦の準備中である」と本郷が伝える、という内容だった。
1988年（昭和63年）、57歳。『水戸黄門第17部・第18部』（TBS / C.A.L）の脚本を数話執筆し、脚本家を引退した。
1991年（平成3年）11月16日、肝硬変のため死去。60歳没。

## 人物・作風
特撮ドラマを中心に数多くの作品を手がけ、現在の特撮番組のフォーマットを作った人物として知られる。特に全話の脚本を執筆した『仮面の忍者赤影』、空前の大ヒットを記録した『仮面ライダー』に始まる仮面ライダーシリーズは、その代表作として挙げられる。また、関わった番組の大半で番組主題歌・挿入歌の作詞も手がけている。
紙芝居が好きで、中学生時代には教師に頼まれて授業中に自作の紙芝居を読むこともあったという。長男の井上敏樹は、伊上のシナリオはシーンの繋がりを考慮せず美味しい場面を羅列した「紙芝居的」な作風と評しており「紙芝居を作っていた時の手法のまま執筆していたのではないか」と推測している。
東映プロデューサーの阿部征司は『仮面ライダー』の初期は早かったが、担当作品が増えたこともあり締め切りによく遅れたと証言している。一方で、執筆にあたってはプロットなしで全面的に任せることも多かったという。
大変な酒豪として、また豪快な人となりでも知られた。好きな料理は中華料理で、酒は何でも飲めたが一番好きだったのは紹興酒。小食であり料理も酒のあてに食べることが多かった。ただしウイスキーは若い頃、酔った弾みで誤って窓ガラスを割り怪我をした事でそれ以降敬遠していたが、晩年は牛乳で割って飲んでいた。嫌いな食べ物は伊上の母が大好物であった鰻で、ヌメヌメとした皮が気持ち悪いという理由から大の苦手としていた。
宣弘社の渡辺邦彦や田村正蔵は、伊上が宣弘社プロダクションにいると昼間から酒を飲んでいたと証言しており、渡辺は「ヒットメーカーゆえにストレスもあったのではないか」と推測している。
一方で人間関係を構築するのが苦手であり、井上は「父は誰かと一緒に遊びに行くような事もなければ、誰かを家に招くような事もなかった」と生前の伊上の様子を語っている。
筆が乗ると速筆で、東海道新幹線の車内で東京から京都までの間に脚本を一本仕上げたという伝説がある。しかし、その一方でプロデューサーから脚本の手直しを命じられることを『面倒臭いよ』という理由から敢えて締め切りを守ろうとはせず、ギリギリになって提出したりアイディアに詰まると姿を晦ます悪癖があるなど、波が激しくプロデューサー泣かせな脚本家でもあった。平山亨・阿部征司プロデューサーによる原稿の催促が来ると「親が死んだから」「兄弟が死んだから」と言い逃れ、終いには「殺す親戚がいなくなった」などといった逸話もある。
面倒見が良い人物でもあり、伊上には「お世話になった」と語る後輩脚本家も多い。長坂秀佳は一度「締め切りは守っちゃ駄目だよ。ギリギリまで伸ばした方が直しがないからね」と言われたといい、これは長坂の信念とは正反対の言葉だったのだが「すごく笑ってしまった。あの人にしか出来ない大らかな人だった」と述懐している。平山亨は著書にて、伊上の問題児ぶりに言及している。
作風については、倉田準二や平山亨ら関係者のみならず、伊上自らが「忍者の世界が根底にある」と述べている。本人が「忍者物にもともと興味があった」と語っており、実際に「子供忍者教室」・「脅迫され敵にまわる抜け忍」・「くノ一の裏切り・改心」・「術が最後に解けて開放される人々」など、伊上の案出した「忍者物」のパターンは、その後のさまざまな作品でバリエーションを変えて繰り返し描かれ、伊上以後の脚本家にも受け継がれている。また伊上は現代劇であっても「時代劇だと思って書いている」と述べており、平山も時代劇調の内容を現代劇でやるから面白かったと述べている。
特に得意としたのは「門外不出の秘術を巡っての争奪戦」であり、この「秘術」はたいていの場合「天・地・人」などの形で分割され、この秘術を忍法者たちが力を競い合い虚虚実実の駆け引きで奪い合うというものである。この得意の展開は、まさに伊上脚本の真骨頂として数々の作品に生かされている。また、敵組織に首領と毎回ゲストの実行役（怪人など）との間に、個性豊かな中堅幹部をレギュラーとして配置し、定期的に戦死、左遷などの形で交代したり確執を演じさせたりするフォーマットも伊上の確立したものであり、アニメも含めた後の番組に大きな影響を与えている。
1970年代の東映変身ヒーロー番組では導入部での起用が多いが、平山曰く「なんといっても伊上さんが一番書くのが早かった」との理由に併せ、そのストーリーの「分かりやすさ」が新番組のフォーマット確立においては最も有用だったことがあるだろう。またテレビ番組の脚本は現場の状況に合わせて手直しされることも多く、これを嫌う脚本家も少なくないが、伊上は拘泥することもなかったと平山は述べている。『仮面ライダー』の脚本でも怪人の最期や武器にも工夫を凝らしたものが多く、映像化されたものとはまた違った趣きを持っている。
伊上とコンビの長かった平山は、その作風を最も良く理解して活用出来たプロデューサーといえる。『仮面ライダー』では「時代劇で良いからね」と伊上やスタッフを引っ張り、伊上が得意とした「人の目を忍んで活躍する主人公」や「人知れず暗躍する悪の組織」といった忍者物時代劇の図式をそのまま現代劇に応用させ、それは先述の通り、以後の東映ヒーロー番組の定番フォーマットとなった。ちなみに伊上自身が最も気に入っている作品は『妖術武芸帳』で、書いていて一番楽しかった作品は『仮面ライダーV3』だったと述べている。
台詞回しの軽妙さで、掛け合いのような会話の面白さは『仮面ライダー』や『忍者キャプター』などでも遺憾なく発揮されている。平山は「多忙な時期には時代劇と現代劇が混同してしまって、現代劇の脚本なのに『この小倅が!』などという台詞が出てくるのが面白かった」と語っている。
平山は、1960年代頃の主流であった野田高梧の『シナリオ構造論』に基づく脚本術とは全く異なるものであったと評している。野田の影響を受けて育った東映の監督らは伊上の脚本を「手抜き」や「いい加減」と言って貶したが、平山はそのことが伊上の脚本が異色であったことの証明であるとしている。
『赤影』で監督を務めた倉田準二は、伊上の脚本には「間」があるためそれに触発されてアイデアが浮かぶと述べている。平山は伊上の作品は「フィルムが出来上がった時に最高のものになる」「監督のやる気を引き出す力を持っている」とも評している。
『仮面ライダー』から、人物や事象の説明にそれまでの作品よりもリアリティを感じさせる形容を用いるようになった。これについてライターの赤星政尚は、『妖術武芸帳』の失敗と『仮面ライダー』原作者の石ノ森章太郎の存在が影響したものと考察している。
『仮面ライダー (スカイライダー)』での降板について途中参加した阿部征司は、伊上が行き詰まっていると感じたため外したと述べている。資料によっては長期入院による降板であったと記述しているものもある。
キャラクター造形
昭和の『仮面ライダーシリーズ』で主要キャラクターである「立花藤兵衛」を造形したのも、伊上である。主人公に対する藤兵衛の叱咤激励は、小林昭二の演技もあって作品を熱血感溢れるものにして印象深い。
立花藤兵衛を始め、主人公を支えるサブキャラクターを描くと、ときに主人公を喰うほどの印象を残すものが多い。主人公が一本気な好青年と描かれるのに相対して、『隠密剣士』の「霧の遁兵衛」、『仮面の忍者赤影』の「白影・青影」、『超人バロム・1』の「松五郎」、『イナズマン』の「丸目豪作」、『忍者キャプター』の「袋三郎兵衛」などなど、演じた俳優と相まって、一癖も二癖もあるような味わい深い個性を発揮して、枚挙に暇がない。『人造人間キカイダー』の、煮ても焼いても食えない「ハンペン」のキャラクター像は、伊上の造形によるところが大きい。
晩年
伊上に最も仕事依頼が殺到したのは1974年頃だった。1970年代末になるとスランプとなり、筆が極端に遅くなってほとんど止まってしまった。しかしこの間も制作者側として伊上の作劇は依然需要が高く仕事の依頼自体は途切れなかったといい、伊上自身が「書けなくなった」というのが実際のところだったという。当時脚本家には再放送印税など無く、次第に仕事の依頼や収入も減ってしまい晩年は書けない苦しさから酒に溺れる日々だったそうである。これについて、伊上が凋落した経過に関して長男の井上敏樹は「紙芝居で培った幼い頃からの感性に頼り過ぎていた」事と「脚本家にとっての武器である持駒の数が少なかった」事が原因と解析している。
執筆作品は膨大なうえに『仮面ライダー』『赤影』などの社会現象を巻き起こすようなメガヒットを多く含み、東映・円谷プロの本格的参入以前からこの分野に関わって昭和のテレビ特撮史を象徴する脚本家であったが、実際は若くして第一線を退き、早世でもあった。そのため活動期間も意外に長くはない。長男の井上敏樹は「打ち上げ花火のようなライターであったとも思う」と述べている。

## 交友関係
伊上の実子井上敏樹は、アニメ版『赤影』のシリーズ構成や『平成仮面ライダーシリーズ』のメインライターを手がけており、親子2代で同じ主題作品の主要スタッフとして関わっている。井上は子供時代に伊上への脚本の催促に対して居留守を頼まれることが度々あったという。
多くの作品で伊上を起用した東映プロデューサーの平山亨は、東映京都で助監督を務めていた時代に他社作品の『隠密剣士』を観て伊上に興味を持ち、『悪魔くん』でプロデューサーを務めた際に朝日ソノラマ編集長の坂本一郎に伊上の紹介を要望し起用した。平山は自身のプロデュース作品のほとんどで伊上を第1話の脚本に起用し、事実上のメインライターを任せていた。東映プロデューサーの阿部征司は「平山が具体化出来ていないアイデアをぶつけても、伊上は躊躇なく引き受けていた」と証言しており、平山は伊上に依存していた部分もあると述べている。
平山と共に多くの作品を担当し、伊上と直接脚本のやり取りをしていた阿部征司は、伊上の遅筆に悩まされることが多く、喫茶店で執筆する伊上をずっと見守っていたこともあったという。阿部は伊上の自宅へ電話をかけても捕まらなかったことから、伊上の妻に「馬鹿と伝えてくれ」と伝言し、伊上の妻には初対面時まで恐い人物だと思われていた。
作詞家の阿久悠は宣弘社時代の部下（伊上が課長をつとめる企画課に所属）で、伊上宅に下宿していたこともあった。阿久は伊上からドラマの企画書の書き方を教わり、代わりに麻雀を教えたと述べている。明治大学の5年先輩でもあった。
宣弘社プロダクションで監督を務めた田村正蔵は伊上のお守も自身の仕事であったといい、週に2日ほど伊上から呼び出されてパチンコ・麻雀・喫茶店での話し相手などを務めたと述べている。

## 主な作品

### テレビドラマ脚本
太字はメインライターとしての参加作品
- 遊星王子（1958年）
- 豹の眼（1959年）
- 快傑ハリマオ（1960年）
- 恐怖のミイラ（1961年）[注釈 4]
- 隠密剣士（1962年）
- 新隠密剣士（1965年）
- 快傑黒頭巾（1966年）
- 名探偵明智小五郎シリーズ 怪人四十面相（1966年）
- 悪魔くん（1966年）
- 剣 (テレビドラマ)（1967年）
- 仮面の忍者 赤影（1967年、全話執筆）
- 光速エスパー（1967年）
- ジャイアントロボ（1967年）
- 七つの顔の男（1967年）
- 河童の三平 妖怪大作戦（1968年）
- 怪盗ラレロ（1968年）
- プレイガール（1969年）
- 特命捜査室（1969年）
- ナショナル劇場（TBS）
  - 水戸黄門（C.A.L）
    - 第1部 第27話「暗闇の長者 -白河-」（1970年2月2日）
    - 第14部 第35話「陰謀暴いた鳴門の渦潮 -淡路島-」 （1984年6月25日）
    - 第17部
      - 第15話「南国土佐のいごっそ女房 -高知-」（1987年12月7日）
      - 第20話「爽快！謎の黒頭巾 -広島-」（1988年1月11日）
      - 第24話「殿と呼ばれた格之進 -明石-」（1988年2月8日）

    - 第18部 第12話「非情と呼ばれた猿面暗殺団 -彦根-」（1988年11月28日）

  - 江戸を斬るVII（1987年、C.A.L）※葉村彰子名義
- 妖術武芸帳（1969年、全話執筆）
- 彦左と一心太助（1969年）
- 遠山の金さん捕物帳（1970年）
- 青春太閤記 いまにみておれ!（1970年）
- 女三四郎 (テレビドラマ)
  - 女三四郎 風の巻（1970年）
- 帰ってきたウルトラマン（1971年）
- ガッツジュン（1971年、前半[13]）
- 仮面ライダーシリーズ
  - 仮面ライダー（1971年）
  - 仮面ライダーV3（1973年）
  - 仮面ライダーX（1974年）
  - 仮面ライダーアマゾン（1974年）
  - 仮面ライダーストロンガー（1975年）
  - 仮面ライダー (スカイライダー)（1979年、前半）
  - 仮面ライダースーパー1（1980年）
- 超人バロム・1（1972年）
- 変身忍者 嵐（1972年）
- 人造人間キカイダー（1972年、前半）
- ロボット刑事（1973年）
- スーパーロボット レッドバロン（1973年）
- イナズマン（1973年、前半）
- 闘え!ドラゴン（1974年、全話執筆[13]）
- アクマイザー3（1975年）
- 忍者キャプター（1976年）
- 超神ビビューン（1976年）
- 5年3組魔法組（1976年）
- 事件(秘)お料理法（1977年）
- 大鉄人17（1977年）
- 冒険ファミリー ここは惑星0番地（1977年）
- 宇宙からのメッセージ・銀河大戦（1978年）
- がんばれ!レッドビッキーズ（1978年）
- 燃えろアタック（1979年）

### テレビアニメ脚本
- 巨人の星（1968年）
- サイボーグ009（1968年）[14]
- 勇者ライディーン（1975年）

### 映画脚本
- 遊星王子（1959年）※原作
- 遊星王子 恐怖の宇宙船（1959年）※原作
- 隠密剣士（1964年）
- 続･隠密剣士（1964年）
- 大忍術映画 ワタリ（1966年）[注釈 5]
- 怪竜大決戦（1966年）
- 賞金稼ぎ（1969年）[注釈 6]
- 飛び出す冒険映画 赤影（1969年）
- 仮面ライダー対ショッカー（1972年）
- 仮面ライダー対じごく大使（1972年）
- 仮面ライダーV3対デストロン怪人（1973年）
- 五人ライダー対キングダーク（1974年）
- 恐竜・怪鳥の伝説（1977年）[注釈 7]
- 宇宙からのメッセージ（1978年）[注釈 8]
- 宇宙からのメッセージ・銀河大戦（1978年）

### 小説
- 宇宙からのメッセージ（1978年）

### その他
- 担当作品の各種「ソノシート絵本」の台本執筆

## 伝記
- 井上敏樹、竹中清『仮面ライダー・仮面の忍者赤影・隠密剣士』（徳間書店、2011年）